# Нейва
Нейва (ісп. Neiva) — адміністративний центр департаменту Уїла, розташоване на заході Колумбії в верхній течії річки Магдалена. Місто засноване в 1539 році, але було зруйноване індіанцями і знову відбудоване в 1612 році. Є одним з найбільших і найбільш важливих міст південної Колумбії через своє стратегічне географічне розташування.
У місті знаходиться залізнична станція та аеропорт. Нейва є торговим центром сільськогосподарського району, де вирощують какао, каву, банани, рис, боби і сорго, також тут добре розвинене тваринництво. Поблизу міста є родовища корисних копалин, ведеться видобуток нафти і природного газу, золота, срібла, вапняку, мармуру та міді.
Населення міста складає близько 378 857 осіб.

## Історія міста
Нейва вперше була заснована в 1539 році Хуаном де Кабрера в районі, що зараз належить муніципалітету Кампоалегре. У 1550 році Хуан де Алонсо й Аріас перемістив місто на територію, яка зараз є муніципалітетом Villavieja. Тут місто було зруйноване корінними племенами в 1560 році. Третій і останній раз місто було засновано на його фактичному розташуванні у 1612 році Дієго де Оспіна і Медінілла.
Нейва стала важливим містом за колоніальних часів через своє стратегічне розташування. Вона була розташована на торговому шляху, який поєднував Віце-королівство Перу з Боготою та Каракасом. Місто було оголошено столицею провінції Нейва. У 1905 році місто стало столицею новоствореного департаменту Уїла, відокремленого від департаменту Толіма національним урядом.
У 1967 році місто сильно постраждало від землетрусу, сила якого сягнула 7.2 балів. В результаті землетрусу було зруйновано декілька будівель, включаючи будівлю Губернатора та Палаціо.
У 2003 році місто постраждало від масштабного бомбардування, яке було спрямовано на президента Колумбії, 13 людей загинуло.

## Географія та клімат
Розташоване на відстані близько 300 кілометрів (близько п'яти годин їзди) від колумбійської столиці Боготи.

### Клімат
Місто знаходиться у зоні, котра характеризується кліматом тропічних саван. Найтепліший місяць — вересень із середньою температурою 28.8 °C (83.8 °F). Найхолодніший місяць — листопад, із середньою температурою 26.8 °С (80.3 °F).
| Клімат Нейви            | Клімат Нейви | Клімат Нейви | Клімат Нейви | Клімат Нейви | Клімат Нейви | Клімат Нейви | Клімат Нейви | Клімат Нейви | Клімат Нейви | Клімат Нейви | Клімат Нейви | Клімат Нейви | Клімат Нейви |
| Показник                | Січ.         | Лют.         | Бер.         | Квіт.        | Трав.        | Черв.        | Лип.         | Серп.        | Вер.         | Жовт.        | Лист.        | Груд.        | Рік          |
| Середній максимум, °C   | 32,8         | 32,9         | 32,7         | 32,3         | 32,5         | 33,1         | 33,7         | 34,5         | 34,6         | 32,8         | 31,5         | 31,9         | 32,9         |
| Середня температура, °C | 27,6         | 27,6         | 27,6         | 27,4         | 27,4         | 27,6         | 28,1         | 28,7         | 28,8         | 27,6         | 26,9         | 27           | 27,7         |
| Середній мінімум, °C    | 22,3         | 22,4         | 22,5         | 22,4         | 22,3         | 22,2         | 22,5         | 22,9         | 23           | 22,4         | 22,2         | 22,1         | 22,4         |
| Норма опадів, мм        | 106          | 130          | 151          | 135          | 89           | 37           | 33           | 23           | 63           | 207          | 221          | 159          | 1354         |
| Днів з опадами          | 11           | 12           | 14           | 15           | 15           | 12           | 10           | 8            | 10           | 16           | 18           | 14           | 155          |
| ----------------------- | ------------ | ------------ | ------------ | ------------ | ------------ | ------------ | ------------ | ------------ | ------------ | ------------ | ------------ | ------------ | ------------ |
| Джерело: Weatherbase    |              |              |              |              |              |              |              |              |              |              |              |              |              |

## Етнографія
Етнографічний склад міста, за даними DANE:
- Білі або європейці та метиси: 98,9 %
- Корінне населення: 0,3 %
- Темношкірі, мулати або афроамериканці: 0,8 %

## Економіка
Нейва є центром виробництва багатьох товарів широкого вжитку для національної економіки, таких як рис, кава, яловичина, молоко, шкіряні побічні продукти та інші сільськогосподарські продукти. Щорічний сільськогосподарський ярмарок, який відбувається у травні, демонструє не тільки сільськогосподарські товари а й худобу: коней, поголів'я великої рогатої худоби та свиней з місцевих муніципалітетів та інших навколишніх міст.

## Туризм
По всьому місту туристи можуть насолоджуватися численними пам'ятниками, особливо вздовж річки Магдалини, де місцеве самоврядування підтримує нещодавно побудоване святилище, призначене для захисту Магдалини від будь-якого сміття та техногенного забруднення. Навколо цього святилища розташовані парки та сади, які зазвичай переповнені місцевими жителями та туристами, які приїхали в зростаюче місто. До міста можна доїхати автошляхами або провідними національними авіакомпаніями, які мають рейси до аеропорту Беніто Салас.

## Транспорт
Авіаційний транспорт
Авіаперевезення здійснюються через аеропорт Беніто Салас, розташований на півночі міста. Це один з головних аеропортів Південної Колумбії, завдяки великим потокам пасажирів та вантажів, у даний час він має рейси до Боготи з різними національними авіалініями, такими як LATAM Colombia, Avianca та EasyFly.
У 2010 році було проведено реконструкцію, яка включала будівництво нового модуля площею 5600 кв. м., нову дев'ятиповерхову контрольно-оглядову башту, спеціальну кімнату очікування для VIP-пасажирів, комфортабельні зали очікування для пасажирів на внутрішніх рейсах, збільшена площа комерційних установ, розширенні платформи.
Автомобільний транспорт
Нейва має автовокзал, розташований на півдні міста. Його будівництво було розпочато в 1986 році, а відкрито 1 лютого 1991 року. З тих пір автовокзал відкриває двері тисячам мандрівників щоденно. Згодом, із новими вимогами ринку, термінал повинен був розширити свої об'єкти, тож у 2006 році почалося будівництво нового модуля: сучасна структура з авангардним і функціональним архітектурним дизайном.
В даний час термінал має кілька маршрутів до різних міст країни, таких як Богота, Ібаге, Флоренція, Мокао, Пуерто Асіс, Едже Касетерро, Калі, Букараманга, Медельін та ін. і пропонує якісні послуги, VIP зали, автобуси, таксі, фургони. Крім того, автовокзал має комерційні приміщення, камери схову, каплицю та ванні кімнати.
Громадський транспорт
Нейва має кілька компаній, які надають послуги таксі, є також такі компанії, як Coomotor, Cootranshuila, FlotaHuila, Cootransneiva та Autobuses S.A., які надають послуги перевезення населення в різних районах головними дорожніми коридорами міста. Стратегічна система громадського транспорту в даний час впроваджується з метою покращення мобільності пасажирських перевезень.

## Культура
Місто відоме як столиця Бамбуко — традиційного жанру ритмічної колумбійської музики. Хосе Еустазіо Ривера (ісп. José Eustasio Rivera), що народився в Рівері, є найвідомішим письменником «плеяди» творців, які жили в Нейві: Регуло Суарес, Еустакіо Альварес, Феліо Андраде, Антоніо Іріарте, Єзід Моралес, Умберто Кальдерон, Хорхе Губеллі, Луїс Альберто Кампос, Уїнстон Моралес, Джейдер Ривера, Девід Альберто Кампос.
Бібліотеки
- Бібліотека департаменту Ула «Олегаріо Рівера»: призначена для консультування студентів, науковців та їх досліджень. Першим її директором став історик Дженарі Діас Йордан.
- Бібліотека Banco de la República: сучасна будівля, яка є піонером у Колумбії, завдяки екологічно стабільному та доступному дизайну для людей з фізичними та візуальними обмеженнями, має широку бібліографічну колекцію, загальні читальні зали для дітей, семінари та групові заняття, а також спеціальний простір для роботи з електронними ресурсами.
- Бібліотека «Рафаель Кортес Мурсія»: центральна бібліотека Університету Сурколомбіана, має понад 40 000 примірників, разом з довідковими та резервними колекціями, Hemeroteca, Fondo Huila та колекціями інтелектуальної праці.

Музеї
- Музей сучасного мистецтва Нейви: проводить виставки мистецтв національних та міжнародних художників.
- Музей сучасного мистецтва Ула: розташований у конференц-центрі Хосе Естусіо Рівера, пропонує відвідувачам постійні виставки робіт регіональних, національних та міжнародних художників.
- Регіональний археологічний музей: колекція музею складається зі скульптур, кераміки, металевих виробів, різьблення по каменю, кам'яних і кістяних виробах, знайдених в Нейві та її околицях, а також в Санкт-Августин, Фессалії і Аргентині. Більш ніж 300 доколумбових творів дають відомості про всю діяльність та поселення, що знаходились на цій території протягом різних історичних періодів.
- Музей Huilensidad «Хорхе Вільяміль Кордовес»: представляє і поширює художні твори маестро Jorge Villamil Cordovez та інших композиторів, музикантів і літературних авторів, чия творчість звеличує культурні цінності та звичаї жителів Ула.
- Нафтовий геологічний музей — Університет Сурколомбіана: має колекції мінералів, гірських порід та скам'янілостей регіону для наукових досліджень та використання.
- Доісторичний музей: має виставку доісторичних тварин, що показують свідчення епохи минулого, зроблені в теракотовій воді.

Фестивалі
Нейва відома святкуванням фестивалю Folclórico y Reinado Nacional del Bambuco, який проводиться протягом останніх двох тижнів червня та на початку липня. За цей час щоденно в центрі міста проходять святкові паради та виступи народного танцю Sanjuanero, де учасники одягаються у традиційні костюми та змагаються за те, що вони є найкращими виконавцями хореографії Sanjuanero.

## Освіта
Нейва знаходиться декілька університетів, у яких навчаються студенти переважно з Південної Колумбії. Серед найважливіших — Університет Сурколомібіана, Corporación Universitaria del Huila та Колумбійський університет.

## Спорт
Розвитку спортивної активності в Нейві сприяє мер міста та різноманітні спортивні ліги. З початку ХХ століття в місті був популярним футбол та баскетбол. В останні роки, внаслідок проведення різних спортивних заходів, почали розвиватись інші види спорту, такі як підводний спорт (дайвінг), важка атлетика, шахи, боротьба, катання на ковзанах, спортивне плавання, каное, міні-футбол, таеквондо, та інші.
Найва була головним місцем для проведення багатьох спортивних подій великого національного та міжнародного значення. Деякі з них:
- XI Національні спортивні ігри 1980 року.
- X Чемпіонат світу з плавання для юніорів у 2008 році.
- Південноамериканський баскетбольний турнір FIBA Americas в 2010 році.
- Copa Sudamericana у 2010 році.
- FIBA Американський жіночий олімпійський кваліфікаційний турнір 2011 року.
- Класичний RCN: відбір та 1-й етап у 2011 році.
- Американська ліга 2014 року.

За рішенням Колумбійської Футбольної Асоціації, Нейва стала одним з міст проведення Чемпіонату світу з футболу 2016 року (FIFA Futsal World Cup 2016).